# Giải vô địch bóng đá nữ U-19 châu Âu 2002
Giải vô địch bóng đá nữ U-19 châu Âu 2002 diễn ra tại Thụy Điển từ ngày 2 đến 12 tháng 5 năm 2002. Các cầu thủ sinh sau ngày 1 tháng 1 năm 1983 được phép tham dự giải.

## Vòng bảng
| Chú giải màu sắc                  | Chú giải màu sắc |
| --------------------------------- | ---------------- |
| Hai đội đầu bảng tiến vào bán kết |                  |

### Bảng A
| Đội         | Tr | T | H | B | BT | BB | HS | Đ |
| ----------- | -- | - | - | - | -- | -- | -- | - |
| Đức         | 3  | 3 | 0 | 0 | 6  | 2  | +4 | 9 |
| Pháp        | 3  | 1 | 1 | 1 | 4  | 4  | 0  | 4 |
| Tây Ban Nha | 3  | 1 | 0 | 2 | 2  | 4  | −2 | 3 |
| Thụy Điển   | 3  | 0 | 1 | 2 | 0  | 2  | −2 | 1 |

| Pháp           | 2–3 | Đức                     |
| -------------- | --- | ----------------------- |
| Morel 36', 41' |     | B. Müller 21', 56', 71' |

| Thụy Điển | 0–1 | Tây Ban Nha |
| --------- | --- | ----------- |
|           |     | Vázquez 90' |

| Tây Ban Nha | 0–2 | Đức                         |
| ----------- | --- | --------------------------- |
|             |     | Brendel 16' · Odebrecht 89' |

| Thụy Điển | 0–0 | Pháp |
| --------- | --- | ---- |
|           |     |      |

| Đức        | 1–0 | Thụy Điển |
| ---------- | --- | --------- |
| Mittag 20' |     |           |

| Tây Ban Nha | 1–2 | Pháp                  |
| ----------- | --- | --------------------- |
| Saray 80'   |     | Ramos 40' · Morel 68' |

### Bảng B
| Đội      | Tr | T | H | B | BT | BB | HS | Đ |
| -------- | -- | - | - | - | -- | -- | -- | - |
| Đan Mạch | 3  | 3 | 0 | 0 | 8  | 2  | +6 | 9 |
| Anh      | 3  | 1 | 0 | 2 | 7  | 7  | 0  | 3 |
| Thụy Sĩ  | 3  | 1 | 0 | 2 | 5  | 8  | −3 | 3 |
| Na Uy    | 3  | 1 | 0 | 2 | 4  | 7  | −3 | 3 |

| Na Uy                | 1–3 | Anh                                   |
| -------------------- | --- | ------------------------------------- |
| Kopke da Fonseca 38' |     | Mickmott 4' · Cox 52' · McDougall 63' |

| Thụy Sĩ | 0–3 | Đan Mạch                        |
| ------- | --- | ------------------------------- |
|         |     | Stentoft 19', 75' · Knudsen 67' |

| Na Uy                    | 2–1 | Thụy Sĩ     |
| ------------------------ | --- | ----------- |
| Nilsen 9' · Lyngroth 21' |     | Theiler 86' |

| Anh                          | 1–2 | Đan Mạch |
| ---------------------------- | --- | -------- |
| Rasmussen 57' · Petersen 31' |     | Dunn 68' |

| Đan Mạch                                         | 3–1 | Na Uy      |
| ------------------------------------------------ | --- | ---------- |
| Rasmussen 8' · Larsen 43' · Pedersen 83' (ph.đ.) |     | Nilsen 37' |

| Anh                     | 3–4 | Thụy Sĩ                                  |
| ----------------------- | --- | ---------------------------------------- |
| Dunn 7' · Ward 13', 38' |     | Gassmann 21', 89' · Theiler 26', 61' (p) |

### Bán kết
| Đức               | 1–0 | Anh |
| ----------------- | --- | --- |
| Sabel 29' (ph.đ.) |     |     |

| Đan Mạch | 0–1 | Pháp      |
| -------- | --- | --------- |
|          |     | Morel 35' |

### Chung kết
| Đức                                     | 3–1 | Pháp        |
| --------------------------------------- | --- | ----------- |
| Bachor 34' · Müller 43' · Odebrecht 70' |     | Rouquet 11' |